# Њу Единбург (Арканзас)
Њу Единбург (енгл. New Edinburg) насељено је место без административног статуса у америчкој савезној држави Арканзас.

## Демографија
По попису из 2010. године број становника је 127.
| Група             | 2000.    | 2010.       |
| Белци             | 0 (0,0%) | 103 (81,1%) |
| Афроамериканци    | 0 (0,0%) | 17 (13,4%)  |
| Азијати           | 0 (0,0%) | 0 (0,0%)    |
| Хиспаноамериканци | 0 (0,0%) | 7 (5,5%)    |
| Укупно            | 0        | 127         |